# Johann Arndt
Johann Arndt (27 de desembre de 1555, Ballenstedt - 11 de maig de 1621, Celle) fou un teòleg luterà alemany. És considerat com un dels precursors del pietisme, corrent dins del luteranisme que guanyà força a finals del segle xvii.

## Biografia
Va estar a Helmstedt envers el 1576 i a Wittenberg el 1577. Durant la seva estada a Wittenberg la controvèrsia entre els luterans ortodoxos i els partidaris del denominat cripto-calvinisme es trobava en el seu moment àlgid i Arndt va posicionar-se del costat de Melanchthon i dels cripto-calvinistes. Continuà els seus estudis a Estrasburg amb el professor d'hebreu Johannes Pappus, un fervent luterà que exercí una gran influència sobre seu.
A Basilea, de nou, estudià teologia amb Simon Sulzer, un teòleg liberal que simpatitzava amb el pensament luterà i l'esma del qual era reconciliar l'Església Helvètica i l'Església de Wittenberg. El 1581 tornà a Ballenstedt, però aviat fou reclamat de nou per a la vida activa amb la seva designació per exercir el pastorat a Badeborn, el 1583.
Passat un temps, les seves tendències luteranes suscitaren l'enuig de les autoritats, que eren partidàries de l'Església Reformada. Conseqüentment, el 1590 fou deposat per rebutjar l'eliminació d'imatges de la seva església i per suspendre la pràctica de l'exorcisme i del baptisme. Aquell mateix any va trobar asil a Quedlinburg i posteriorment fou traslladat a l'església de Sant Martí, a Brunswick, el 1599. El seu periple va continuar a Eisleben i finalment a Celle, on va morir.

## Obres
La fama d'Arndt radica en els seus escrits. Foren sobretot de tipus místic i pietós i s'inspiraren en Sant Bernard, Joan Tauler i Tomàs de Kempis. La seva obra principal, Wahres Christentum (Cristianisme autèntic), fou traduïda a moltes de les llengües europees i serví com a base per a molts llibres sobre catolicisme romà i sobre protestantisme. Arndt hi fa ressò en la unió mística del creient amb Crist i tracta, centrant la seva atenció en la vida de Crist en l'interior del seu poble, de corregir l'aproximació de la teologia reformista, centrada gairebé exclusivament en la mort de Crist pel seu poble.
Després de Wahres Christentum, la seva obra més coneguda és Paradiesgärtlein aller christlichen Tugenden (El jardí de l'Edèn: totes les virtuts cristianes), publicada el 1612.